# Stefan Rydéen

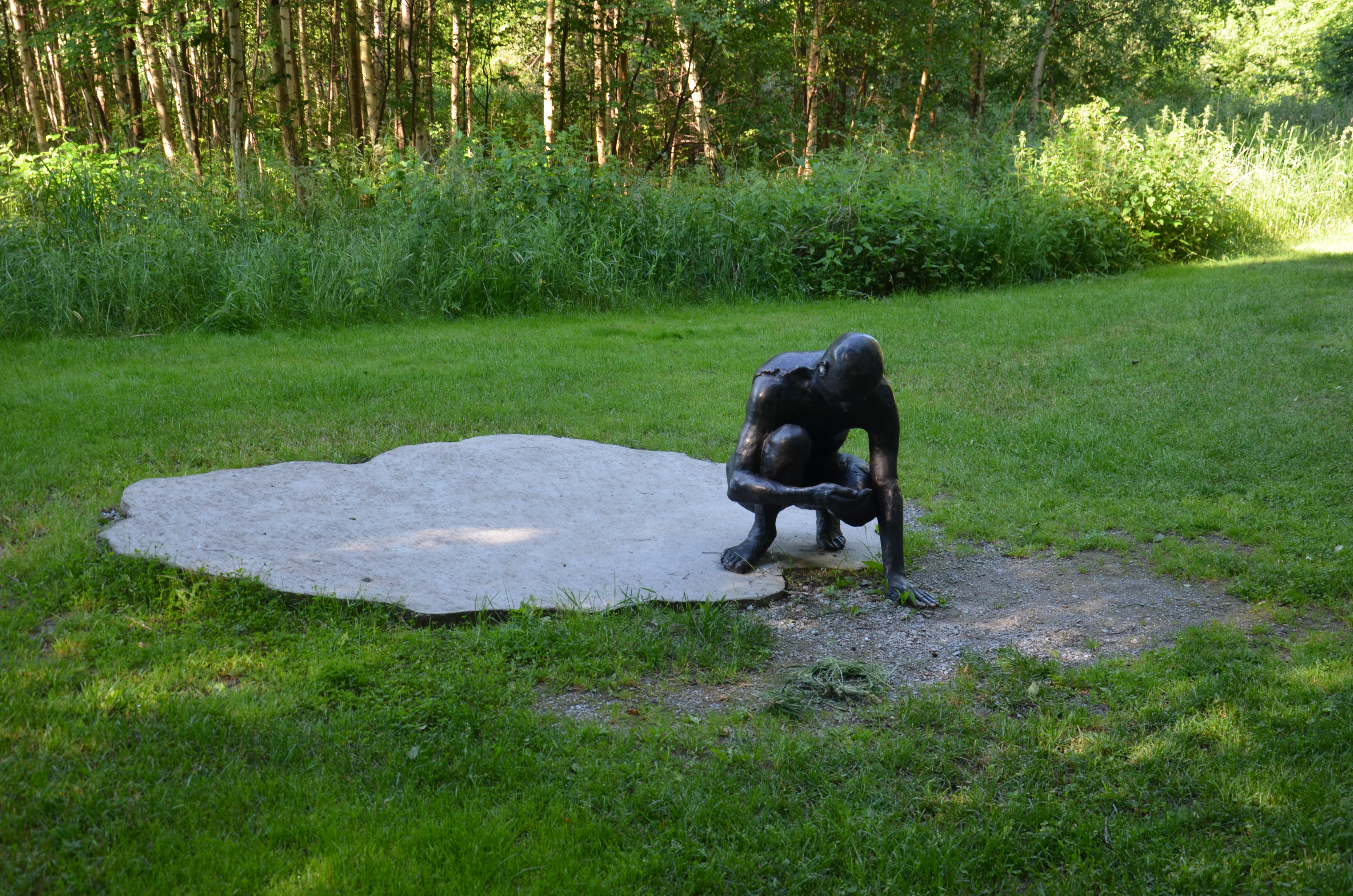
Mellan slump och nödvändighet i Örebro

Lars Stefan Rydéen, född 11 april 1952, är en svensk målare och skulptör.
Stefan Rydéen är initiativtagare till projektet Lilla Å-promenaden i Örebro.

## Offentliga verk i urval
- Mellan slump och nödvändighet, brons och betong, 2002, Lilla Å-promenaden i Örebro